# 西東京市立保谷第一小学校
西東京市立保谷第一小学校（にしとうきょうしりつ ほうやだいいちしょうがっこう）は、西東京市下保谷一丁目に所在する市立小学校。
通称は保一小（ほいちしょう）または一小（いっしょう）。

## 概要
西東京市の北東部、西武池袋線の線路よりも北側を通学区域とする市立小学校で、第1学年から第6学年まであり、特別支援学級である「しらうめ学級」が設置されている。
所在地：東京都西東京市下保谷一丁目4-4

## 沿革
1874年（明治7年）設立。

## 校章の由来
保谷第一小学校の校章は白梅の花をモチーフとしており、中心には「小」という文字が描かれている。校章の由来について、『梅は寒さに耐え、百花に先駆け、馥郁たる香りをただよわせます。その気高さと次代に生きる子どもたちの健やかな成長を象徴しています。』としている。

## 教育目標
保谷第一小学校は、以下の教育目標を掲げている。
人間尊重の精神に基づき、知・徳・体の調和のとれた児童を育成し、生涯にわたる学習の基礎を培う教育を推進する。
- よく考え進んで学ぶ子ども（問題解決力）
- なかよく助け合う子ども（人間関係形成力）
- 元気で明るい子ども（生き抜く実践力）

## 学級数・児童数
データは令和6年5月1日時点のもの。
|        |        | 第一学年 | 第二学年 | 第三学年 | 第四学年 | 第五学年 | 第六学年 | 合計 |
| ------ | ------ | -------- | -------- | -------- | -------- | -------- | -------- | ---- |
| 学級数 | 学級数 | 3        | 4        | 3        | 4        | 3        | 2        | 19   |
| 生徒数 | 男     | 49       | 50       | 54       | 48       | 46       | 44       | 292  |
| 生徒数 | 女     | 52       | 61       | 48       | 58       | 52       | 37       | 307  |
| 生徒数 | 合計   | 101      | 111      | 102      | 106      | 98       | 81       | 599  |

## 通学区域
栄町一丁目1番から5番と13番から17番、下保谷一丁目から五丁目、北町四丁目と五丁目。通学区域が隣接している西東京市立小学校は東小学校、住吉小学校と栄小学校。また、同じ通学区域をもつ西東京市立中学校は、青嵐中学校。

## 交通アクセス・周辺環境

### 最寄り鉄道駅
- 西武池袋線保谷駅[8]

### 周辺環境
東門には都道調布保谷線が、正門には都道234号線が接続している。保谷厚生病院が道路を挟んで向かい側に立地している。